# Maria Jehanne Wielopolska

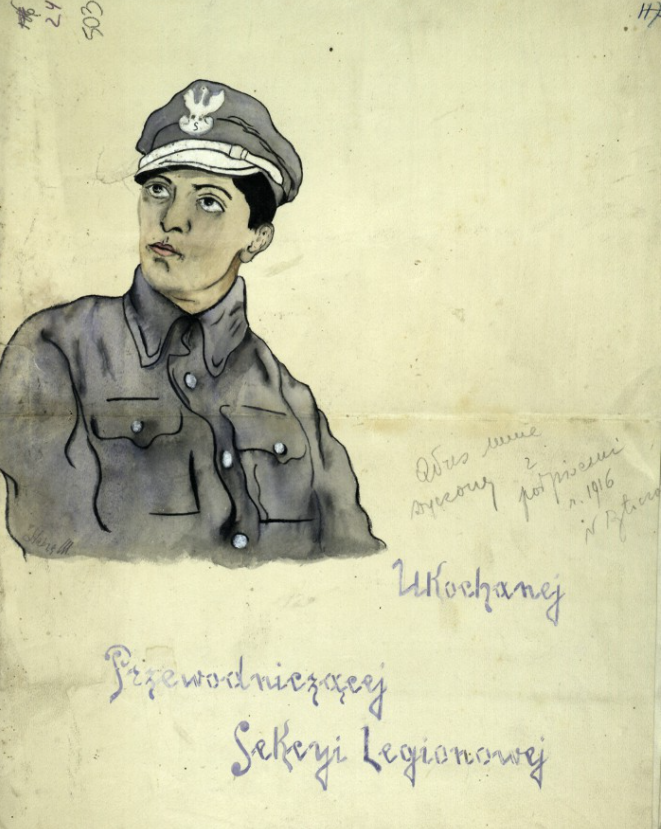
Dyplom pożegnalny ofiarowany hr. Marii Wielopolskiej w 1916 r.

Maria Jehanne Wielopolska (ur. 16 lutego 1885 w Suchodole, zm. 1940 w ZSRR bądź w niemieckim obozie) – polska pisarka, publicystka i krytyczka literacka.

## Życiorys
Urodziła się 16 lutego 1885 roku w Suchodole, pow. husiatyńskim. Pochodziła z rodziny Colonna-Walewskich h. Pierzchała. Była córką Antoniego i Sabiny Korytko h. Jelita (zm. 1922). 30 października 1902 roku wyszła za mąż za Konrada hr. Wielopolskiego h. Starykoń (1870–1909). Drugim jej mężem (do 1930) był Jerzy Strzemię-Janowski (zm. 1938). Głosiła poglądy antyklerykalne, a siebie uznawała za ateistkę o nastawieniu socjalistycznym. Potwierdziła to w wielu artykułach, oraz w powieści Kryjaki (krytycznie oceniającej postawę kleru w czasie powstania styczniowego). W czasie I wojny światowej pracowała w służbie sanitarnej I Brygady Legionów Polskich, później prowadziła szwalnię dla żołnierzy. W 1915 roku została internowana na Węgrzech. Z powodu swojego pochodzenia i twórczości zyskała przydomek „Czerwonej hrabiny”. Była członkinią honorową Stowarzyszenia „Rodzina Wojskowa”. W latach 1927–1929 należała do redakcji „Głosu Prawdy”, potem przez 9 lat prowadziła dział recenzji filmowych i teatralnych w „Kurierze Porannym”. W 1933 roku objęła kierownictwo literackie nad filmem „Zabawka”.
Była zwolenniczką Józefa Piłsudskiego i po zamachu majowym praktycznie porzuciła pisarstwo, a zajęła się publicystyką prasową popierającą Marszałka. Była słynna z niezwykle ostrego języka. W 1939 roku zaatakowała Kazimierę Iłłakowiczównę po wydaniu jej zbioru wierszy „Ścieżka obok drogi”. Innym przykładem jej publicystyki z końca dwudziestolecia jest propozycja wprowadzenia „salutu cywilnego”, ponieważ – w jej opinii – w porównaniu do państw faszystowskich Polacy nie mieli jak oddawać szacunku Głowie Państwa, armii, poległym itp. w związku z czym tłumy na ulicach podczas uroczystości dawały „wyraz absolutnej bierności”. 
W maju 1939 roku wydano nakładem tygodnika „W natarciu” broszurę Marii Wielopolskiej „Silni, zwarci, gotowi ale i… czujni”, w której atakowała „pacyfistycznych” i „antymilitarystycznych” poetów, w tym Tuwima, Słonimskiego, Wittlina i Broniewskiego. Jej atak obejmował wiersze publikowane głównie w pierwszej połowie lat dwudziestych. Broszura ta była swego rodzaju kontrpropozycją środowisk prorządowych wobec głośnego w okresie marzec-maj 1939 roku artykułu Jerzego Pietrkiewicza, który atakował za to samo niemal dokładnie tych samych poetów (poza Broniewskim) ze stanowisk katolicko-narodowych i antysemickich, na łamach „Jutra Pracy”. 
Poza publicystyką polityczną Wielopolska zajęła się także propagowaniem savoir-vivre'u, którego – według niej – Polakom bardzo brakowało. Reguły ogłady propagowane przez nią w książce stały jednak w tak mocnej sprzeczności z używanym przez nią językiem, że było to podstawą do prześmiewczej krytyki prasowej.
Zmarła w 1940 roku, jednak miejsce jej śmierci pozostaje nieznane. Prawdopodobnie zmarła w ZSRR lub w niemieckim obozie koncentracyjnym – taką niejednoznaczną wersję podaje Herminia Naglerowa, jednak są to tylko hipotezy.

## Ordery i odznaczenia
- Krzyż Oficerski Orderu Odrodzenia Polski (11 listopada 1935)[13]
- Medal Niepodległości (9 listopada 1932)[14]
- Złoty Wawrzyn Akademicki (5 listopada 1935)[15]
- Krzyż Siedemdziesięciolecia Powstania Styczniowego[16]

## Twórczość
- 1904 – Sęp – dramat maeterlinckowski
- 1911 – Pani El. Cykl nowoczesny[17] – zbiór nowel
- 1913 – Faunessy. Powieść dzisiejsza[18]
- 1913 – Kryjaki[19] – opowieść o roku sześćdziesiątym trzecim z przedmową Stefana Żeromskiego
- 1915 – Synogarlice – zbiór opowiadań
- 1922 – Kontryfałowe lichtarze u świętej Agnieszki – zbiór opowiadań
- 1924 – Femina. Opowieść melodramatyczna[20]
- 1925 – Braterstwo ludów. Rzecz o dziele nieświadomości
- 1925 – Danina[21] – zbiór opowiadań
- 1926 – Nuwopowry (nowobiedaccy)[22] – trzyaktowa bajka z 1001 nocy o powojennej prozie odegrana po raz pierwszy w Teatrze Polskim w Poznaniu dnia 01.06.1926 r.
- 1927 – Księga o przyjaciołach – wraz z Zofią Nałkowską
- 1935 – Więzienne drogi komendanta
- 1935 – Zapomniane rewelacje z magdeburskich dni
- 1937 – Krwawy sygnał
- 1937 – Józef Piłsudski w życiu codziennym
- 1938 – Obyczaje towarzyskie – zbiór esejów
- 1939 – Stolica Polski. Przewodnik dla wycieczek[23]
- 1939 – Pliszka w jaskini lwa. Rozważania nad książką panny Iłłakowiczówny „Ścieżka obok drogi”[24]
- 1939 – Silni, zwarci, gotowi, ale i… czujni. Rzecz o wczorajszych dywersantach[25] – paszkwil na W. Broniewskiego, A. Słonimskiego i J. Tuwima